# Soyuz 18
Soyuz 18 foi uma missão do programa espacial soviético à estação espacial Salyut 4, realizada entre maio e julho de 1975, onde os cosmonautas Pyotr Klimuk e  Vitali Sevastyanov permaneceram em órbita por 63 dias.

## Tripulação
| Posição           | Cosmonauta         |
| ----------------- | ------------------ |
| Comandante        | Pyotr Klimuk       |
| Engenheiro de voo | Vitali Sevastyanov |

## Parâmetros da Missão
- Massa: 6 825 kg
- Perigeu: 186 km
- Apogeu: 230 km
- Inclinação: 51,7°
- Período: 88,6 minutos

## A missão
O objetivo da missão era a pesquisa sobre a estadia por longos períodos no espaço, com a tripulação realizando uma série de experimentos biomédicos e cultivando plantas em órbita. Klimuk e Sebastyanov também realizaram observações da Terra e do Sol.
O nome Soyuz 18 também havia sido dado a um voo da Soyuz anterior malsucedido, que agora é constantemente referido como Soyuz 18-1 ou Soyuz 18a.